# Mario Zanabria
Mario Nicasio Zanabria, né le 1er janvier 1948 à Santa Fe (Argentine), est un footballeur international et entraîneur argentin.
Depuis 2008, il est l’entraîneur du Real España, au Honduras.

## Carrière
Milieu de terrain, Zanabria fait ses débuts en première division argentine en 1967 sous les couleurs d'Unión de Santa Fe, où il évolue deux saisons. Il rejoint alors Newell's Old Boys où il reste cinq saisons et remporte le championnat Metropolitano en 1974. 
En 1975, il est sélectionné pour la Copa América au cours de laquelle il marque deux buts en quatre matchs.
En 1976, il signe à Boca Juniors dont Juan Carlos Lorenzo vient de prendre la direction. Portant habituellement le n°10, il devient dès lors l'un des joueurs majeurs de la grande équipe qui remporte les deux championnats de 1976, la Copa Libertadores en 1977 et 1978 et la Coupe intercontinentale. Il joue 179 matchs toutes compétitions confondues, pour seize buts. 
En 1981 il rejoint Argentinos Juniors, puis Huracán en 1983 avant de prendre sa retraite sportive. 
Un an plus tard, il assure un bref intérim comme entraîneur de Boca Juniors. Après le rapide départ d'Alfredo Di Stéfano, il assure cette charge en 1985-1986. Il entame alors une carrière irrégulière d'entraîneur à travers l'Amérique du Sud : l'Atlas de Guadalajara au Mexique, en 1992-1993, Emelec en Équateur en 1994, Newell's Old Boys, CA Unión, CA Lanús, CA Talleres et Vélez Sarsfield en Argentine. 
En 2008, il est nommé entraîneur du Real España, au Honduras. Il y remporte le titre de champion d'Apertura en 2010.

## Palmarès
Comme joueur : 
- championnat d'Argentine : Metropolitano 1974 (Newell's Old Boys), Metropolitano et Nacional 1976 (Boca Juniors)
- Copa Libertadores : 1977, 1978
- Coupe intercontinentale : 1978